# Jakob Kadzsaja
Jakob Kadzsaja (kartvéli írással: იაკობ ქაჯაია; 1993. szeptember 28. –) grúz kötöttfogású birkózó. A 2019-es birkózó-világbajnokságon bronzérmet nyert a 130 kg-os súlycsoportban, kötöttfogásban. Egyszeres Európa-bajnoki ezüstérmes és egyszeres Európa-bajnoki bronzérmes birkózó.

## Sportpályafutása
A 2019-es birkózó-világbajnokság a 130 kg-os súlycsoportban bronzérmet nyert a német Eduard Popp ellen. A mérkőzést 5–0-ra nyerte.